# 愛選輯
《愛選輯》，日本女性創作歌手aiko首次發行的精選輯，分《愛選輯I》和《愛選輯II》兩張專輯。2011年2月23日兩張專輯同時發行。

## 簡介
aiko主流出道13年來首次發行的精選輯，由於aiko很長時間以來不願意過早發行精選輯，因而格外引人注目。aiko曾認為發行精選輯應是引退後若干年才做的事情，但2010年的演唱會中的歌迷調查顯示，大部分歌迷支持發行精選輯，因此決定發行。
分開《愛選輯I》和《愛選輯II》兩張專輯發行，每張專輯收錄16首曲目，總共32首曲目。aiko從她以往的單曲曲目和專輯曲目中精心挑選出來，曲目印證著aiko13年來的輝煌軌跡和心路歷程。其中《綠色檯燈》、《愛情的病》、《帽子與泳衣與水平線》、《JET》四首歌曲還重新錄音製作；還有《紫雲英田》和《mix juice》兩首初次CD音源化的新曲。在aiko所屬的唱片公司PONY CANYON的官方網站上，特設了精選輯的專屬網頁，提供唱片的介紹和試聽等。
兩張專輯都設有初回生產限定盤，附有aiko多年前主持的電台節目《aiko的@llnightnippon.com》的CD作為特典。該節目也在精選輯發行前一晚的2月22日晚上「一夜間復活」。
著名女童星蘆田愛菜出演了精選輯的電視宣傳廣告。
精選輯和日本國寶級男歌手、南方之星主唱桑田佳祐（同時也是aiko最尊敬的歌手）病癒復出後的專輯《MUSICMAN》同週發行，因而未能取得Oricon公信榜冠軍，兩張專輯分別佔據第2位和第3位。不過這已經是2008年3月的柴咲幸以來首次有女性歌手的兩張專輯同時進入前三位。

## 收錄曲目

### 愛選輯I
1. milk
  - 第25張單曲，收錄於專輯《BABY》
2. 煙火
  - 第3張單曲，收錄於專輯《櫻花樹下》
3. 紅色檯燈（赤いランプ）
  - 專輯《留住秋天》收錄曲目，重新錄音
4. 獨角仙（カブトムシ）
  - 第4張單曲，收錄於專輯《櫻花樹下》
5. 夢之舞（夢のダンス）
  - 專輯《破曉的情書》收錄曲目
6. 二點左右（二時頃）
  - 第2張單曲《愛哭》的c/w曲，首次收錄入專輯
7. 快門
  - 專輯《她》收錄曲目
8. 眼眸
  - 專輯《她》收錄曲目
9. 蝴蝶結（蝶々結び）
  - 第12張單曲，收錄於專輯《破曉的情書》
10. be master of life
  - 專輯《夏服》收錄曲目
11. 飛機
  - 專輯《夏服》收錄曲目
12. 希望不要被發現（気付かれないように）
  - 專輯《她》收錄曲目
13. 側臉
  - 第22張單曲，收錄於專輯《秘密》
14. 紫雲英田（れんげ畑）
  - 地下時期發行的專輯《GIRLIE》的隱藏曲目，首次完整CD音源化收錄
15. 櫻花開時（桜の時）
  - 第5張單曲，收錄於專輯《櫻花樹下》
16. 髮際
  - 第14張單曲，收錄於專輯《破曉的情書》

### 愛選輯II
1. Boy Friend（ボーイフレンド）
  - 第6張單曲，收錄於專輯《夏服》
2. 仙女座（アンドロメダ）
  - 第13張單曲，收錄於專輯《破曉的情書》
3. 兩人
  - 第13張單曲，收錄於專輯《秘密》
4. 初戀
  - 第7張單曲，收錄於專輯《夏服》
5. 愛哭
  - 第2張單曲，收錄於專輯《小小圓圓的好日子》
6. 亮晶晶（キラキラ）
  - 第18張單曲，收錄於專輯《她》
7. 歌姬
  - 專輯《小小圓圓的好日子》收錄曲目
8. 愛情的病（愛の病）
  - 專輯《櫻花樹下》收錄曲目，重新錄音
9. 包包
  - 第15張單曲，收錄於專輯《夢中的筆直道路》
10. 天之河（天の川）
  - 專輯《破曉的情書》收錄曲目
11. KissHug
  - 第24張單曲，收錄於專輯《BABY》
12. 帽子與泳衣與水平線（帽子と水着と水平線）
  - 第12張單曲蝴蝶結的c/w曲，收錄於專輯《破曉的情書》，重新錄音
13. mix juice
  - 首次CD收錄，過去在演唱會錄像帶《Love Like Pop》、《在有樂町見面吧 ～Love Like Pop Vol. 6～》曾收錄
14. JET（ジェット）
  - 專輯《小小圓圓的好日子》收錄曲目，重新錄音
15. 幸福
  - 第21張單曲，收錄於專輯《秘密》
16. 三國站（三国駅）
  - 第17張單曲，收錄於專輯《夢中的筆直道路》

## 曲目統計
| 專輯順序                 | 專輯名                   | 專輯年代       | 收錄曲目數 |
| ------------------------ | ------------------------ | -------------- | ---------- |
| 1                        | 小小圓圓的好日子         | 1998年～1999年 | 2          |
| 2                        | 櫻花樹下                 | 1999年～2000年 | 4          |
| 3                        | 夏服                     | 2000年～2001年 | 4          |
| 4                        | 留住秋天                 | 2001年～2002年 | 1          |
| 5                        | 破曉的情書               | 2003年         | 6          |
| 6                        | 夢中的筆直道路           | 2004年～2005年 | 2          |
| 7                        | 她                       | 2005年～2006年 | 4          |
| 8                        | 秘密                     | 2007年～2008年 | 3          |
| 9                        | BABY                     | 2008年～2010年 | 2          |
| 之前未曾收錄於專輯的舊曲 | 之前未曾收錄於專輯的舊曲 | -              | 1          |
| 初次CD音源化             | 初次CD音源化             | -              | 2          |

## 外部連結
- 愛選輯I 唱片介紹
- 愛選輯II 唱片介紹